# 碳酸钾
碳酸钾（化学式：K2CO3， 英文名：Potassium carbonate），呈无色结晶或白色颗粒，能吸湿，可溶于水。其溶液呈碱性。不溶于醇和醚。
常用肥料草木灰中有碳酸钾。石鹼指的就是含有碳酸鉀和水合碳酸鈉的礦石。

## 製取
可由氢氧化钾与二氧化碳反应得到。
{\displaystyle {\ce {2KOH + CO2 -> K2CO3 + H2O}}}
亦可由氫氧化鉀和碳酸的中和反應製備。
{\displaystyle {\ce {2KOH + H2CO3 -> K2CO3 +2H2O}}}

## 反應
碳酸鉀是一种碳酸盐，遇酸发生反應，生成二氧化碳和相應的鉀鹽。
在碳酸鉀溶液通入二氧化碳，會生成碳酸氢钾，因此可用來吸收二氧化碳。